# Fecioara din El Panecillo
Fecioara din El Panecillo (în spaniolă Virgen del Panecillo), cunoscută și ca Fecioara din Quito după sculptura policromă în lemn cu același nume, este un monument din Quito, Ecuador. Este situat pe vârful dealului El Panecillo, un deal în formă de pâine sau chiflă, aflat în inima orașului și care servește ca decor de fundal pentru centrul istoric al orașului Quito.
Cu o înălțime totală de 41m, inclusiv baza, este cea mai înaltă statuie din Ecuador și una dintre cele mai înalte din America de Sud (mai înaltă decât statuia Hristos Mântuitorul din orașul brazilian Rio de Janeiro). De asemenea, este și cea mai înaltă statuie de aluminiu din lume.

## Istorie

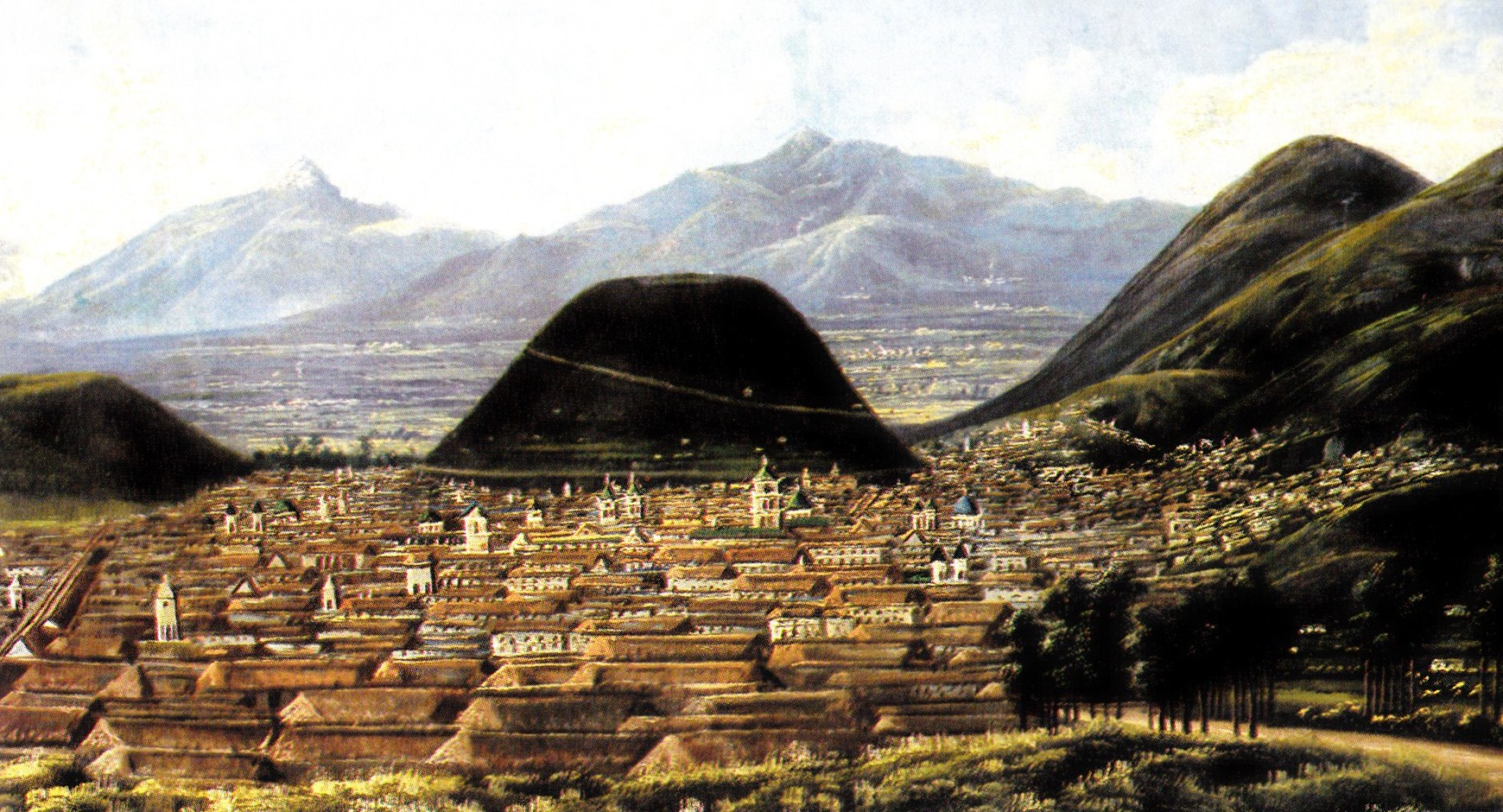
Dealul El Panecillo în secolul al XIX-lea. Quito (1889) de Rafael Salas.

În anii 1950, autoritățile locale și liderii religioși stăteau uitându-se la El Panecillo, un deal în formă de pâine, înalt de 200 de metri, în zona centrală din Quito. Au fost de acord că vârful dealului, vizibil în tot orașul, era locul perfect pentru a ridica o statuie. După ani de dezbateri, au decis că statuia va fi o replică mare a Fecioarei din Quito, o sculptură din lemn de 48 de țoli, creată de Bernardo de Legarda în anul 1734. 

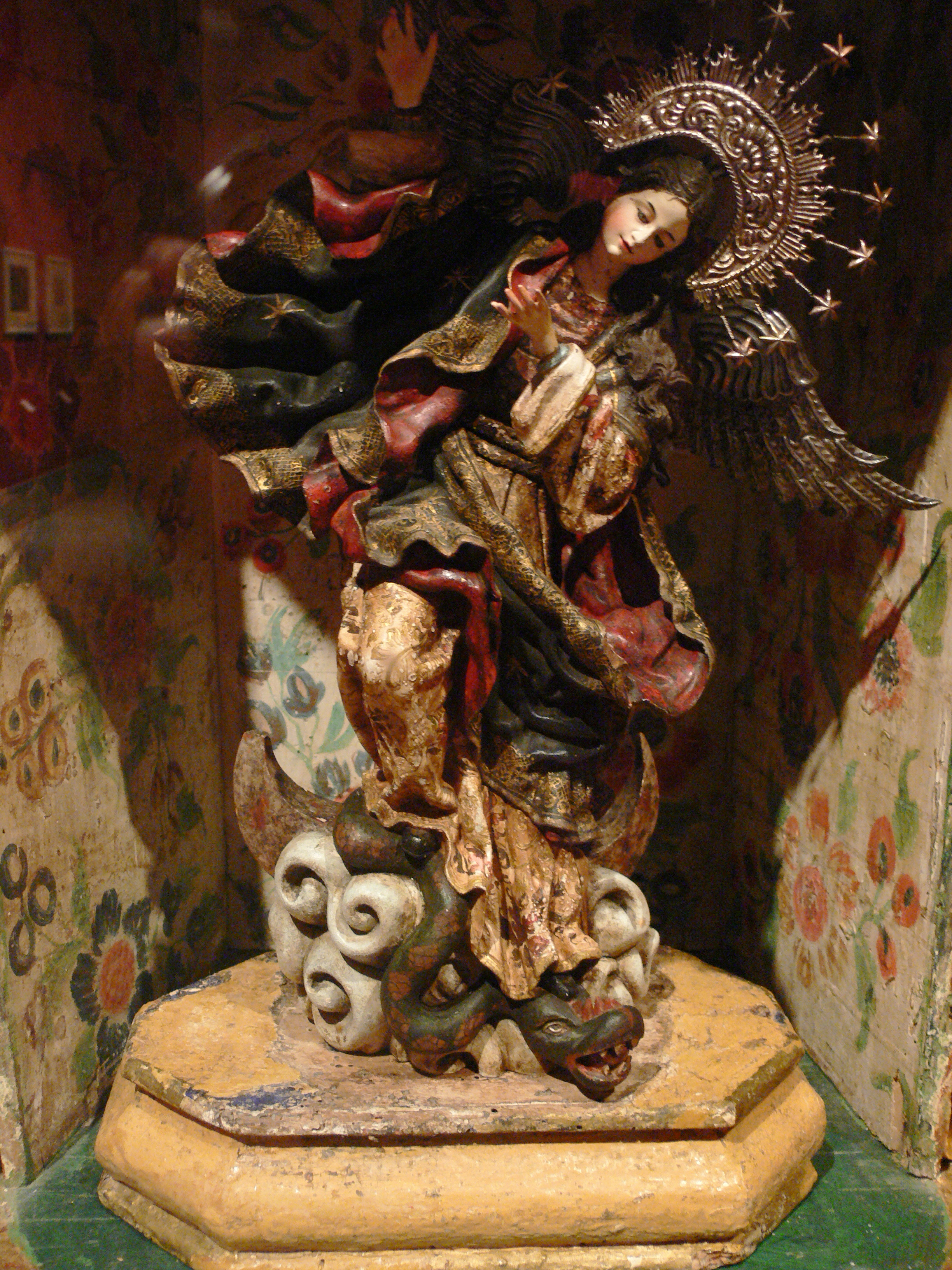
Altar de casă cu Fecioara din Quito (secolul al XVIII-lea) de Bernardo de Legarda. Lemn, policromie. Muzeul Etnologic, Berlin.

Proiectată și construită de sculptorul spaniol Agustín de la Herrán Matorras, statuia este făcută din 7.400 de piese de aluminiu, fiecare piesă fiind clar numerotată. Statuia a fost apoi dezasamblată, expediată în Ecuador și asamblată din nou deasupra bazei. Statuia a fost terminată pe 28 martie 1975.

## Galerie

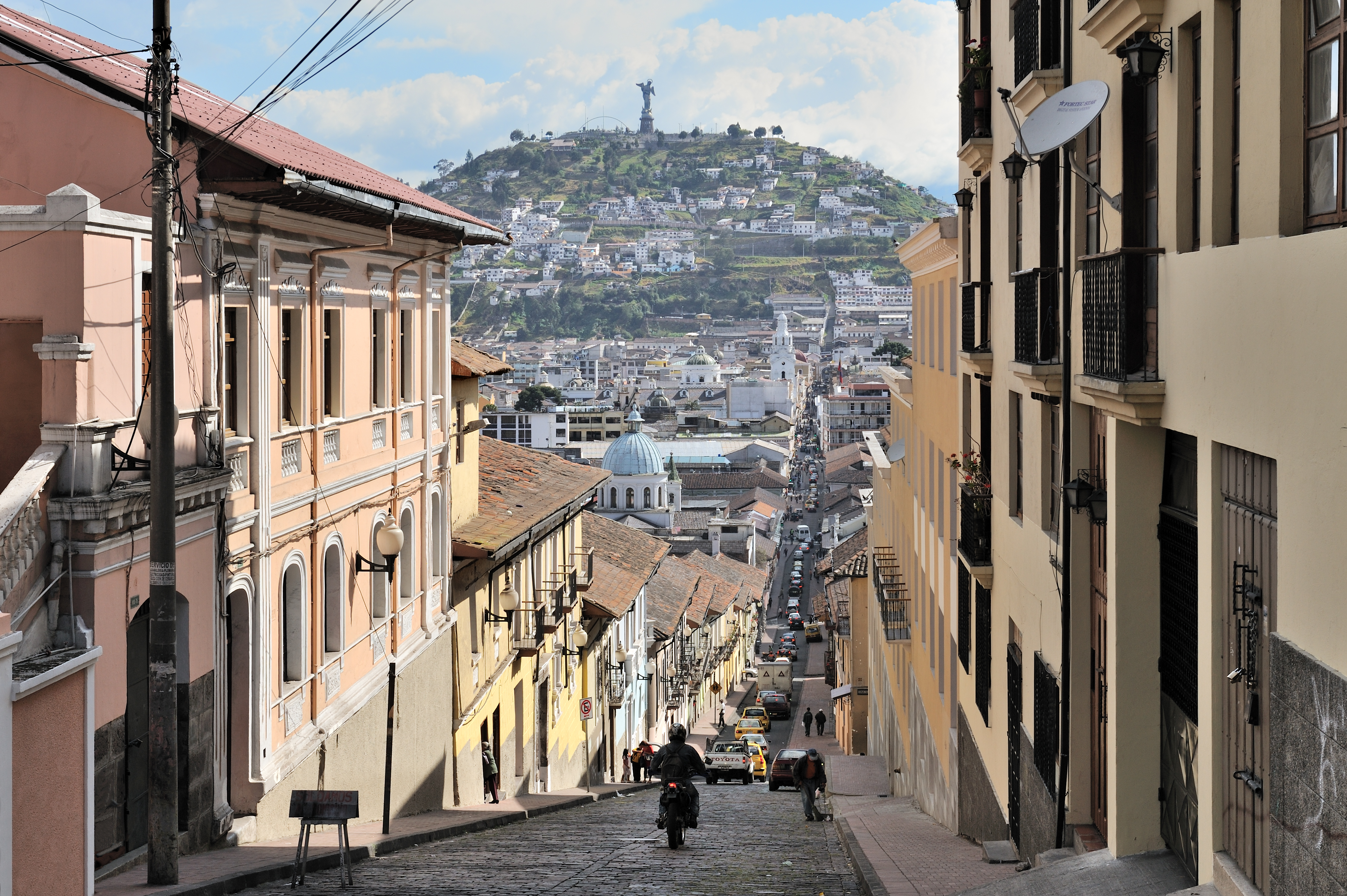
Vedere din capătul de nord al orașului vechi, pe strada García Moreno.
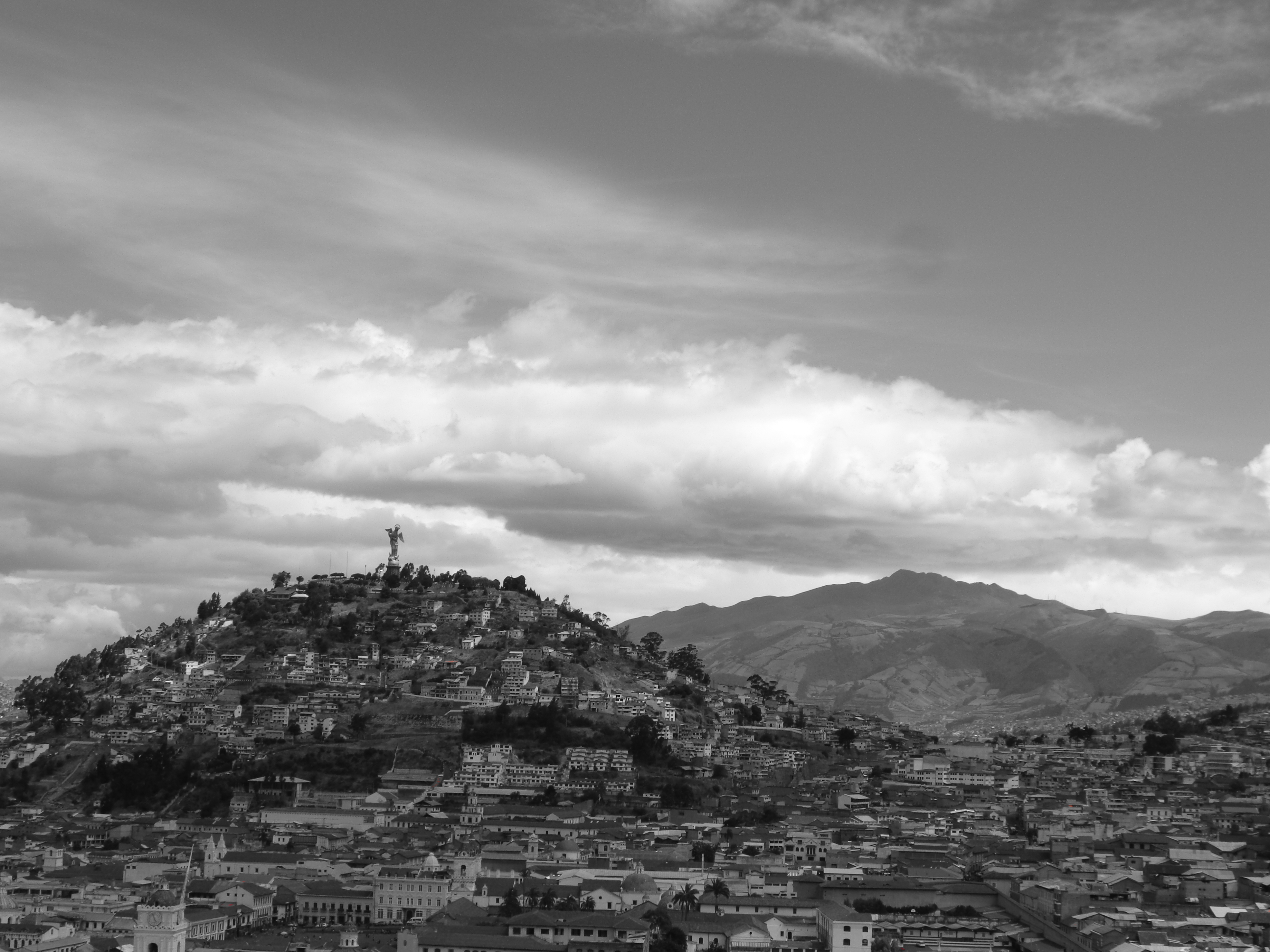
Vedere din strada Esmeraldas, din orașul vechi.
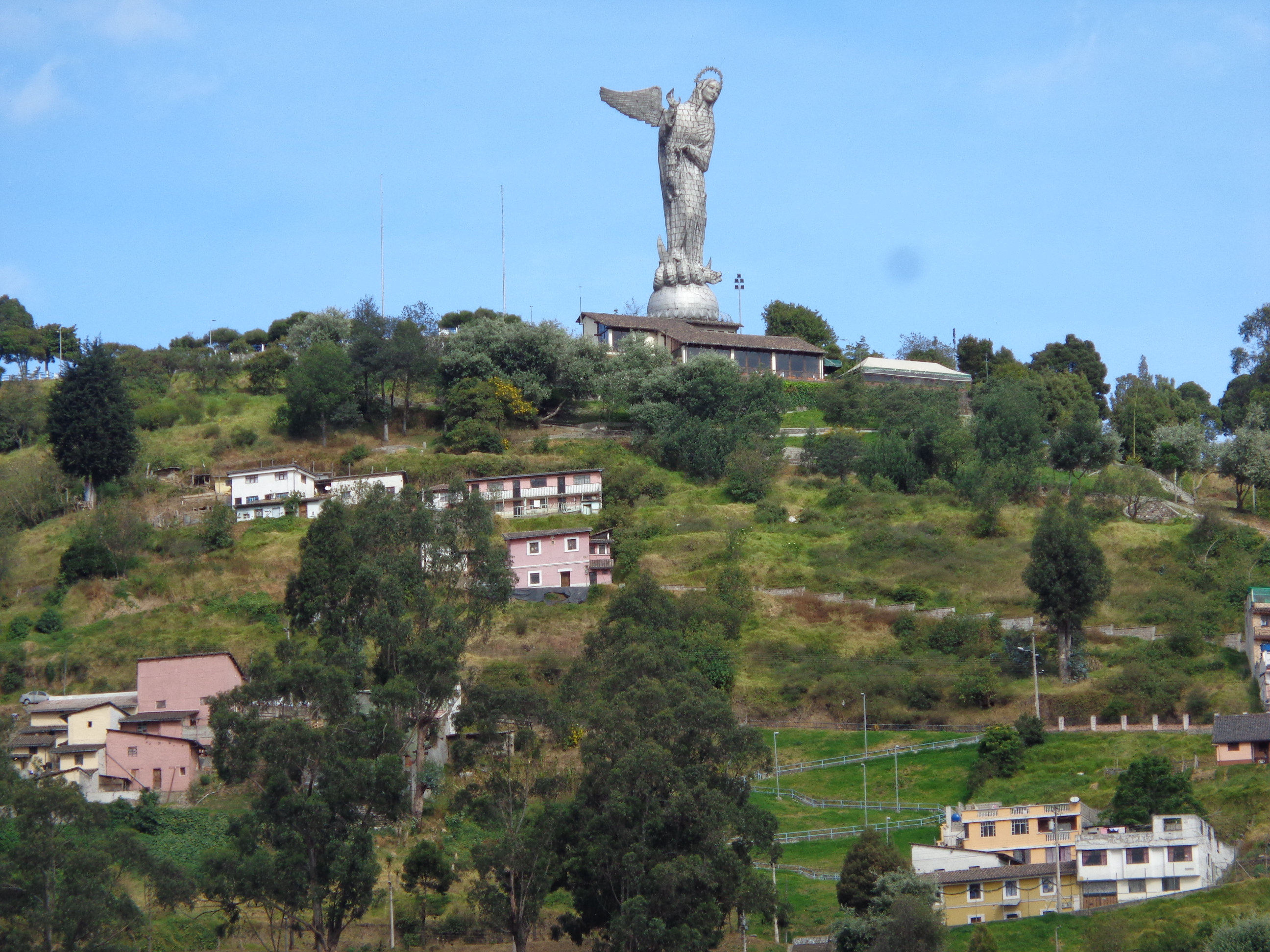
Vedere de nord a Fecioarei din El Panecillo.